# Josef Kern (Silberschmied)
Josef Anton Kern (get. 15. März 1789 in Wien; † 12. August 1832 ebenda) war ein österreichischer Silberschmied, Medailleur und Lokalpolitiker.
Kern war der Sohn des Silberschmiedes und Obervorstehers der Innung Martin Kern (1758–1818).
Neben seiner beruflichen Tätigkeit war Kern Armenvater (Vorsteher des Armenhauses) und Mitglied des Äußeren Rats, eines kommunalpolitischen Gremiums. Er starb mit 43 Jahren an einer „Verhärtung der Unterleibseingeweide“.